# Please Don't Stop the Rain
Please Don't Stop the Rain è l'ottavo singolo di James Morrison. È stato scritto da lui stesso e da Ryan Tedder e suonato dalla banda OneRepublic. Il singolo è stato pubblicato il 30 maggio 2009 negli USA nel suo secondo album Songs for You, Truths for Me. Attraverso la metafora della pioggia, evento atmosferico che l'uomo subisce, Morrison esorta ad andare comunque avanti nonostante le avversità quotidiane.

## Il video
Il video ha come protagonisti Morrison stesso e il suo cane, di razza husky, durante una passeggiata. Mentre camminano comincia una pioggia di luci, fumogeni e dei piccoli meteoriti. I due cominciano quindi a correre per cercare di salvarsi.

## Classifiche
| Paese             | Posizione più alta |
| ----------------- | ------------------ |
| Belgio (Vallonia) | 55                 |
| Regno Unito       | 33                 |
| Svizzera          | 51                 |